# Вольф, Норберт
Норберт Вольф (нем. Norbert Wolf; род. 1949, Регенсбург) — немецкий историк искусства.

## Биография
Изучал историю искусства, лингвистику и медиевистику в Регенсбургском университете, а затем — в Мюнхенском университете. В 1983 году получил докторскую степень в области истории искусства. Работал научным сотрудником в Мюнхенском университете, в 1992 году защитил докторскую диссертацию (тема — резные ретабло XIV века). Норберт Вольф принял участие в исследовательском проекте по искусству Священной Римской империи, возглавляемом Вольфгангом Брауэнфельсом. Преподавал как приглашённый профессор в Дюссельдорфе, Франкфурте, Лейпциге, Марбурге, Эрланген-Нюрнберге и Инсбруке.
Вольф — автор многочисленных работ по искусствоведению, которые охватывают широкий круг тем, начиная от исследования средневековых манускриптов до творчества Каспара Давида Фридриха и эротического искусства XX века.

## Работы Вольфа (избранное)
- Albrecht Dürer 1471—1528. Das Genie der deutschen Renaissance. Köln u.a.: Taschen, 2006. ISBN 3-8228-4919-7
- Caspar David Friedrich Taschen-Verlag, Köln 2003, ISBN 978-3-8228-1958-6.
- mit Ulrich Reißer: Kunstepochen. Band 12: 20. Jahrhundert II. Reclam, Stuttgart 2003
- mit Ingo F. Walther: Meisterwerke der Buchmalerei. Köln u. a., Taschen 2005, ISBN 3-8228-4747-X.
- Ernst Ludwig Kirchner 1880—1938. Am Abgrund der Zeit. Köln u.a. Taschen 2003, ISBN 3-8228-2121-7
- Beute. Kunst. Transfers. Eine andere Kunstgeschichte Marix, Wiesbaden 2010